# تایرا نو شیگه‌هیرا
تایرا نو شیگه‌هیرا (به ژاپنی: 平 重衡 Taira no Shigehira); ۱ ژانویهٔ ۱۱۵۷ – ۲۱ ژوئیهٔ ۱۱۸۵) یکی از پسران رهبر خاندان تایرا، تایرا نو کیوموری در دوره هی‌آن اهل ژاپن بود. وی برادر کوچکتر تایرا نو مونه‌موری بود.